# إبراهيم هلال (لاعب كرة قدم)
إبراهيم هلال (28 فبراير 1990 - ) هو لاعب كرة قدم مصري في مركز الوسط.

## وصلات خارجية
- إبراهيم هلال على موقع قاعدة بيانات كرة القدم.إي يو (الإنجليزية)
- إبراهيم هلال على موقع Soccerway.com (الإنجليزية)
- إبراهيم هلال على موقع كووورة